# دوون گرای
دوون گرای فلمینگ (انگلیسی: Devon Graye؛ زادهٔ ۸ مارس ۱۹۸۷) یک هنرپیشه اهل ایالات متحده آمریکا است. وی از سال ۲۰۰۶ میلادی تاکنون مشغول فعالیت بوده‌است.
از فیلم‌ها یا برنامه‌های تلویزیونی که وی در آن نقش داشته‌است می‌توان به افسانه‌ها و آخرین تعطیلات آخر هفته اشاره کرد. او نویسنده فیلم تو را دیدم هم می‌باشد.